# Тортоса
Торто́са (ісп. Tortosa; МФА: [toɾˈtosa]), або Турто́за (кат. Tortosa, МФА: [tuɾˈtozə]) — муніципалітет, розташований в Автономній області Каталонія, в Іспанії. Код муніципалітету за номенклатурою Інституту статистики Каталонії — 431554. Знаходиться у районі (кумарці) Баш-Ебра (коди району — 09 та BB) провінції Таррагона, згідно з новою адміністративною реформою перебуватиме у складі Баґарії (округи) ебрська. За кількістю населення у 2007 р. місто займало 34 місце серед муніципалітетів Каталонії.

## Назва муніципалітету
Назва муніципалітету походить від дороманського Dertosa, у такій формі назва зберігалася у римський та вестготський періоди.

## Населення
Населення міста (у 2007 р.) становить 34.832 особи (з них менше 14 років — 13,7 %, від 15 до 64 — 68,1 %, понад 65 років — 18,2 %). У 2006 р. народжуваність склала 399 осіб, смертність — 348 осіб, зареєстровано 151 шлюб. У 2001 р. активне населення становило 13.472 особи, з них безробітних — 1.282 особи.
Серед осіб, які проживали на території міста у 2001 р., 23.401 народилися в Каталонії (з них 20.627 осіб у тому самому районі, або кумарці), 4.071 особа приїхала з інших областей Іспанії, а 1.461 особа приїхала з-за кордону. 
Вищу освіту має 11,9 % усього населення. 
У 2001 р. нараховувалося 10.227 домогосподарств (з них 20,9 % складалися з однієї особи, 26,9 % з двох осіб,21,7 % з 3 осіб, 19,6 % з 4 осіб, 7,3 % з 5 осіб, 2,5 % з 6 осіб, 0,7 % з 7 осіб, 0,2 % з 8 осіб і 0,4 % з 9 і більше осіб).
Активне населення міста у 2001 р. працювало у таких сферах діяльності: у сільському господарстві — 7,2 %, у промисловості — 19,8 %, на будівництві — 9,7 % і у сфері обслуговування — 63,3 %.
У муніципалітеті або у власному районі (кумарці) працює 13.262 особи, поза районом — 2.848 осіб.

### Доходи населення
У 2002 р. доходи населення розподілялися таким чином:
| \| Доходи населення за статтями доходів \| Доходи населення за статтями доходів \| Доходи населення за статтями доходів \| \| Рік \| 2002 р. \| 2001 р. \| \| ------------------------------------ \| ------------------------------------ \| ------------------------------------ \| \| Заробітна платня \| 56,9 % \| 57,9 % \| \| Доходи від ведення бізнесу \| 28,1 % \| 26,8 % \| \| Соціальна допомога \| 15 % \| 15,4 % \| |         |         |
| Доходи населення за статтями доходів |         |         |
| Рік | 2002 р. | 2001 р. |
| Заробітна платня | 56,9 %  | 57,9 %  |
| Доходи від ведення бізнесу | 28,1 %  | 26,8 %  |
| Соціальна допомога | 15 %    | 15,4 %  |

### Безробіття
У 2007 р. нараховувалося 1.132 безробітних (у 2006 р. — 1.406 безробітних), з них чоловіки становили 46,6 %, а жінки — 53,4 %.

## Економіка
У 1996 р. валовий внутрішній продукт розподілявся по сферах діяльності таким чином:
| \| Валовий внутрішній продукт \| Валовий внутрішній продукт \| Валовий внутрішній продукт \| \| Рік \| 1996 р. \| 1991 р. \| \| -------------------------- \| -------------------------- \| -------------------------- \| \| Сільське господарство \| 4,1 % \| 0 % \| \| Промисловість \| 24,6 % \| 0 % \| \| Будівництво \| 8,8 % \| 0 % \| \| Послуги \| 62,4 % \| 0 % \| |         |         |
| Валовий внутрішній продукт |         |         |
| Рік | 1996 р. | 1991 р. |
| Сільське господарство | 4,1 %   | 0 %     |
| Промисловість | 24,6 %  | 0 %     |
| Будівництво | 8,8 %   | 0 %     |
| Послуги | 62,4 %  | 0 %     |

### Підприємства міста

#### Промислові підприємства
| \| Промислові підприємства міста, за сферою діяльності \| Промислові підприємства міста, за сферою діяльності \| Промислові підприємства міста, за сферою діяльності \| \| Рік \| 2002 р. \| 2001 р. \| \| --------------------------------------------------- \| --------------------------------------------------- \| --------------------------------------------------- \| \| Енергетичні та водні ресурси \| 4,7 % \| 4,2 % \| \| Хімія та метали \| 11 % \| 12,1 % \| \| Переробка металів \| 30,2 % \| 26,1 % \| \| Продукти харчування \| 19,2 % \| 20,6 % \| \| Текстиль \| 7,6 % \| 7,9 % \| \| Виробництво меблів, видання \| 24,4 % \| 24,8 % \| \| Інше \| 2,9 % \| 4,2 % \| \| Усього підприємств \| 172 \| 165 \| |         |         |
| Промислові підприємства міста, за сферою діяльності |         |         |
| Рік | 2002 р. | 2001 р. |
| Енергетичні та водні ресурси | 4,7 %   | 4,2 %   |
| Хімія та метали | 11 %    | 12,1 %  |
| Переробка металів | 30,2 %  | 26,1 %  |
| Продукти харчування | 19,2 %  | 20,6 %  |
| Текстиль | 7,6 %   | 7,9 %   |
| Виробництво меблів, видання | 24,4 %  | 24,8 %  |
| Інше | 2,9 %   | 4,2 %   |
| Усього підприємств | 172     | 165     |

#### Роздрібна торгівля
| \| Підприємства роздрібної торгівлі міста, за сферою діяльності \| Підприємства роздрібної торгівлі міста, за сферою діяльності \| Підприємства роздрібної торгівлі міста, за сферою діяльності \| \| Рік \| 2002 р. \| 2001 р. \| \| ------------------------------------------------------------ \| ------------------------------------------------------------ \| ------------------------------------------------------------ \| \| Продукти харчування \| 31,2 % \| 32,4 % \| \| Одяг та взуття \| 24,3 % \| 23,4 % \| \| Товари для дому \| 11 % \| 11,5 % \| \| Книги та періодичні видання \| 3,5 % \| 3,5 % \| \| Промислова хімічна продукція \| 7,7 % \| 7,4 % \| \| Продукція, пов'язана з транспортними засобами \| 3,6 % \| 3,8 % \| \| Інше \| 18,7 % \| 18 % \| \| Усього підприємств \| 663 \| 685 \| |         |         |
| Підприємства роздрібної торгівлі міста, за сферою діяльності |         |         |
| Рік | 2002 р. | 2001 р. |
| Продукти харчування | 31,2 %  | 32,4 %  |
| Одяг та взуття | 24,3 %  | 23,4 %  |
| Товари для дому | 11 %    | 11,5 %  |
| Книги та періодичні видання | 3,5 %   | 3,5 %   |
| Промислова хімічна продукція | 7,7 %   | 7,4 %   |
| Продукція, пов'язана з транспортними засобами | 3,6 %   | 3,8 %   |
| Інше | 18,7 %  | 18 %    |
| Усього підприємств | 663     | 685     |

#### Сфера послуг
| \| Підприємства міста, що працюють у сфері послуг, за діяльністю \| Підприємства міста, що працюють у сфері послуг, за діяльністю \| Підприємства міста, що працюють у сфері послуг, за діяльністю \| \| Рік \| 2002 р. \| 2001 р. \| \| ------------------------------------------------------------- \| ------------------------------------------------------------- \| ------------------------------------------------------------- \| \| Гуртова торгівля \| 15,8 % \| 17 % \| \| Готелі та готельний бізнес \| 17,4 % \| 18,2 % \| \| Транспорт та зв'язок \| 15,5 % \| 14,9 % \| \| Посередницькі фінансові послуги \| 7,2 % \| 7,4 % \| \| Послуги підприємствам \| 9,3 % \| 9,1 % \| \| Послуги фізичним особам \| 30 % \| 29,2 % \| \| Нерухомість та ін. \| 4,7 % \| 4,2 % \| \| Усього підприємств \| 1.038 \| 1.078 \| |         |         |
| Підприємства міста, що працюють у сфері послуг, за діяльністю |         |         |
| Рік | 2002 р. | 2001 р. |
| Гуртова торгівля | 15,8 %  | 17 %    |
| Готелі та готельний бізнес | 17,4 %  | 18,2 %  |
| Транспорт та зв'язок | 15,5 %  | 14,9 %  |
| Посередницькі фінансові послуги | 7,2 %   | 7,4 %   |
| Послуги підприємствам | 9,3 %   | 9,1 %   |
| Послуги фізичним особам | 30 %    | 29,2 %  |
| Нерухомість та ін. | 4,7 %   | 4,2 %   |
| Усього підприємств | 1.038   | 1.078   |

## Житловий фонд
У 2001 р. 6,7 % усіх родин (домогосподарств) мали житло метражем до 59 м2, 29,9 % — від 60 до 89 м2, 46,5 % — від 90 до 119 м2 і 17 % — понад 120 м2.
З усіх будівель у 2001 р. 38,8 % було одноповерховими, 36,5 % — двоповерховими, 11,1 % — триповерховими, 5,8 % — чотириповерховими, 5 % — п'ятиповерховими, 1,8 % — шестиповерховими, 0,5 % — семиповерховими, 0,5 % — з вісьмома та більше поверхами.

## Автопарк
| \| Автомобілі, зареєстровані у місті, за призначенням \| Автомобілі, зареєстровані у місті, за призначенням \| Автомобілі, зареєстровані у місті, за призначенням \| \| Рік \| 2006 р. \| 2005 р. \| \| -------------------------------------------------- \| -------------------------------------------------- \| -------------------------------------------------- \| \| Приватні автомобілі \| 64,9 % \| 65,2 % \| \| Мотоцикли \| 8,5 % \| 8,2 % \| \| Вантажівки \| 22,8 % \| 22,9 % \| \| Трактори \| 0,5 % \| 0,5 % \| \| Автобуси та ін. \| 3,2 % \| 3,2 % \| \| Усього автомобілів \| 24.014 шт. \| 22.597 шт. \| |            |            |
| Автомобілі, зареєстровані у місті, за призначенням |            |            |
| Рік | 2006 р.    | 2005 р.    |
| Приватні автомобілі | 64,9 %     | 65,2 %     |
| Мотоцикли | 8,5 %      | 8,2 %      |
| Вантажівки | 22,8 %     | 22,9 %     |
| Трактори | 0,5 %      | 0,5 %      |
| Автобуси та ін. | 3,2 %      | 3,2 %      |
| Усього автомобілів | 24.014 шт. | 22.597 шт. |

## Вживання каталанської мови
У 2001 р. каталанську мову у місті розуміли 96,8 % усього населення (у 1996 р. — 99 %), вміли говорити нею 83,6 % (у 1996 р. — 87,9 %), вміли читати 80,1 % (у 1996 р. — 78,4 %), вміли писати 53,2 % (у 1996 р. — 44,4 %). Не розуміли каталанської мови 3,2 %.

## Політичні уподобання
У виборах до Парламенту Каталонії у 2006 р. взяло участь 12.724 особи (у 2003 р. — 14.337 осіб). Голоси за політичні сили розподілилися таким чином:
| \| Вибори до Парламенту Каталонії \| Вибори до Парламенту Каталонії \| Вибори до Парламенту Каталонії \| \| Рік \| 2006 р. \| 2003 р. \| \| -------------------------------------- \| ------------------------------ \| ------------------------------ \| \| Конвергенція та Єднання (CiU) \| 29 % \| 26 % \| \| Соціалістична партія Каталонії (PSC) \| 31,2 % \| 32,9 % \| \| Народна партія (PP) \| 9 % \| 10,1 % \| \| Ініціатива за Каталонію — Зелені (ICV) \| 8,1 % \| 7,9 % \| \| Республіканська лівиця Каталонії (ERC) \| 18,7 % \| 21,6 % \| \| Громадяни — Громадянська партія (C's) \| 1,3 % \| 0 % \| \| Інші \| 2,6 % \| 1,4 % \| |         |         |
| Вибори до Парламенту Каталонії |         |         |
| Рік | 2006 р. | 2003 р. |
| Конвергенція та Єднання (CiU) | 29 %    | 26 %    |
| Соціалістична партія Каталонії (PSC) | 31,2 %  | 32,9 %  |
| Народна партія (PP) | 9 %     | 10,1 %  |
| Ініціатива за Каталонію — Зелені (ICV) | 8,1 %   | 7,9 %   |
| Республіканська лівиця Каталонії (ERC) | 18,7 %  | 21,6 %  |
| Громадяни — Громадянська партія (C's) | 1,3 %   | 0 %     |
| Інші | 2,6 %   | 1,4 %   |

У муніципальних виборах у 2007 р. взяло участь 13.843 особи (у 2003 р. — 14.833 особи). Голоси за політичні сили розподілилися таким чином:
| \| Муніципальні вибори \| Муніципальні вибори \| Муніципальні вибори \| \| Рік \| 2007 р. \| 2003 р. \| \| -------------------------------------- \| ------------------- \| ------------------- \| \| Конвергенція та Єднання (CiU) \| 42,6 % \| 21,8 % \| \| Соціалістична партія Каталонії (PSC) \| 30,8 % \| 34,2 % \| \| Народна партія (PP) \| 6,2 % \| 11,5 % \| \| Ініціатива за Каталонію — Зелені (ICV) \| 6,9 % \| 8,6 % \| \| Республіканська лівиця Каталонії (ERC) \| 7,8 % \| 8,8 % \| \| Громадяни — Громадянська партія (C's) \| 0 % \| 0 % \| \| Інші \| 5,6 % \| 15,1 % \| |         |         |
| Муніципальні вибори |         |         |
| Рік | 2007 р. | 2003 р. |
| Конвергенція та Єднання (CiU) | 42,6 %  | 21,8 %  |
| Соціалістична партія Каталонії (PSC) | 30,8 %  | 34,2 %  |
| Народна партія (PP) | 6,2 %   | 11,5 %  |
| Ініціатива за Каталонію — Зелені (ICV) | 6,9 %   | 8,6 %   |
| Республіканська лівиця Каталонії (ERC) | 7,8 %   | 8,8 %   |
| Громадяни — Громадянська партія (C's) | 0 %     | 0 %     |
| Інші | 5,6 %   | 15,1 %  |

## Релігія
- Центр Тортоської діоцезії Католицької церкви.

## Відомі особистості
У місті народилась:
- Ібрагім ібн Якуб (? — 966) — юдейський мандрівник Х ст. з арабської Іспанії (Андалусії)
- Белен Фабра (* 1977) — іспанська акторка.